# Charles-François Bailly
Pour les articles homonymes, voir Bailly.
Charles-François Bailly est un sculpteur français, né à Tarare le 14 février 1844 et mort à Paris le 31 mai 1914.

## Biographie
Élève de Joseph-Hugues Fabisch à l'École des beaux-arts de Lyon, Charles-François Bailly expose au Salon des beaux-arts de Lyon dès 1873. Il est médaillé, primé, mentionné dans les expositions et concours à Lyon, Paris, Nancy, Carcassonne et Orléans. Il a été primé au moins deux fois lors de concours : en 1878 au concours du Monument à Adolphe Thiers de la ville de Nancy, où il termine 10e sur 78 candidats, et en 1879 où son projet termine 19e sur les 107 modèles présentés pour le Monument de la Défense de Paris.

## Son œuvre

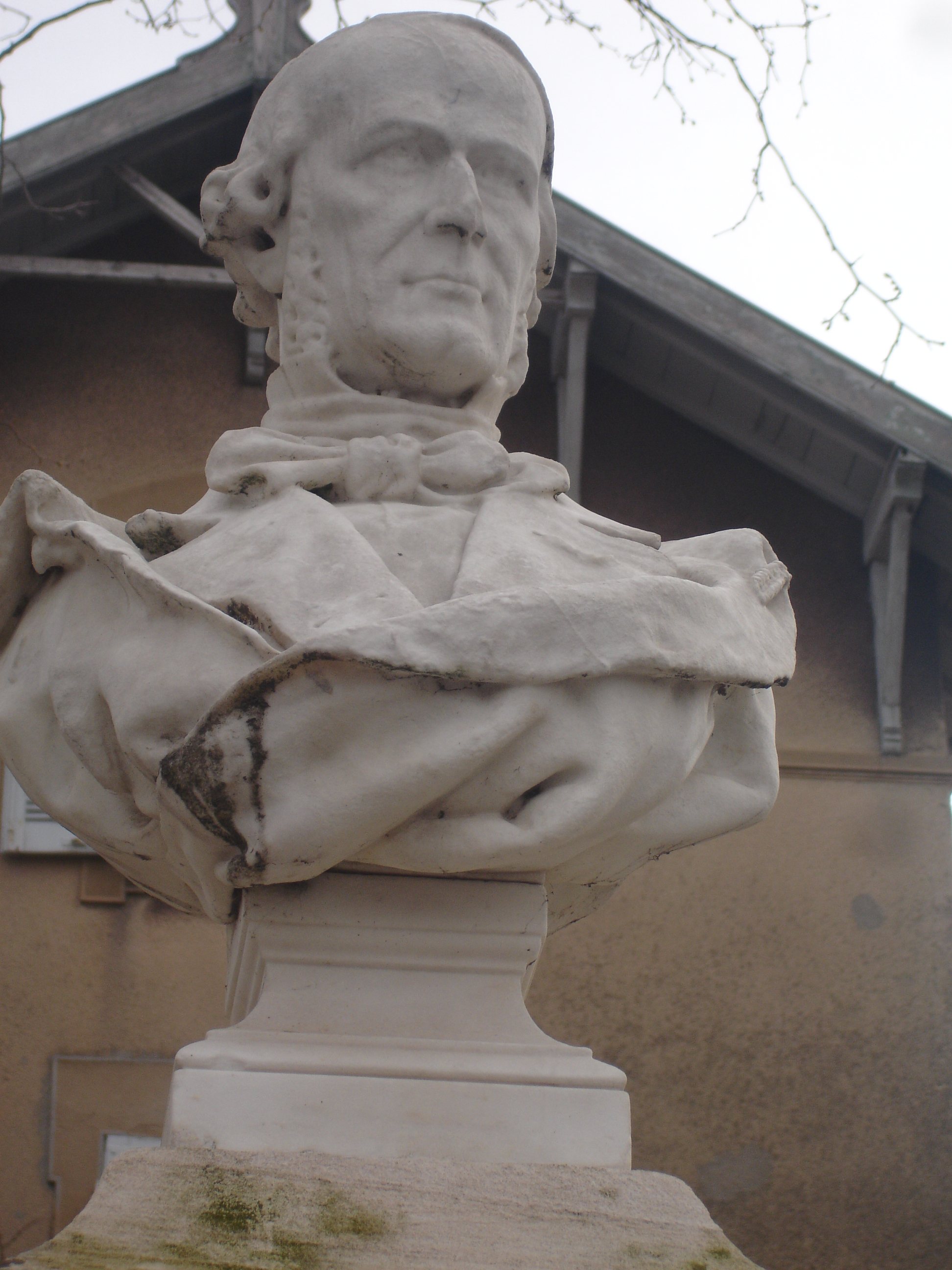
Buste de Simon Saint-Jean (1884), Millery.

Principalement actif à Lyon, Charles-François Bailly réalise en 1873 le Monument à Jean Gerson ornant la façade de l’église Saint-Paul de Lyon au no 15, rue Saint-Paul. Il réaliste également le Buste de Soliman Pacha, de Simon Maupin (musée des beaux-arts de Lyon), une Vierge Mère en marbre couronnant l’ancienne église Notre-Dame-de-l'Annonciation de Lyon (1873).
Le succès de Charles-François Bailly est perceptible et appuyé par d'ambitieuses commandes, comme un buste à l'effigie de Joseph Marie Jacquard, inventeur du célèbre métier à tisser qui porte son nom.
Membre de la Société des artistes français, il envoie la statue en marbre du Monument au général Duphot au Salon des artistes français de 1895. Ce marbre est une commande de l’État, destinée aux jardins de l'hôtel de préfecture du Rhône à Lyon. On lui doit aussi le groupe Alsace-Lorraine qui était initialement placé à l’angle des rues Centrale (rue de Brest) et Grenette à Lyon. Sa statue d’Amphitrite orne la cour haute de l’hôtel de ville de Lyon.
Il sculpte en marbre le Buste de Simon Saint-Jean (1884) visible à Millery.
Ses Buste de M. Barlerin et de M. Bouvier (1881) en terre cuite sont situés près de la place Gerson et de la rue Saint-Paul à Lyon.
Son Olivier de Serre (1883) orne la voûte de la gare de Lyon-Saint-Paul. Une réduction a été faite pour la ville d'Aubenas.

### LeMonument au chancelier Gerson

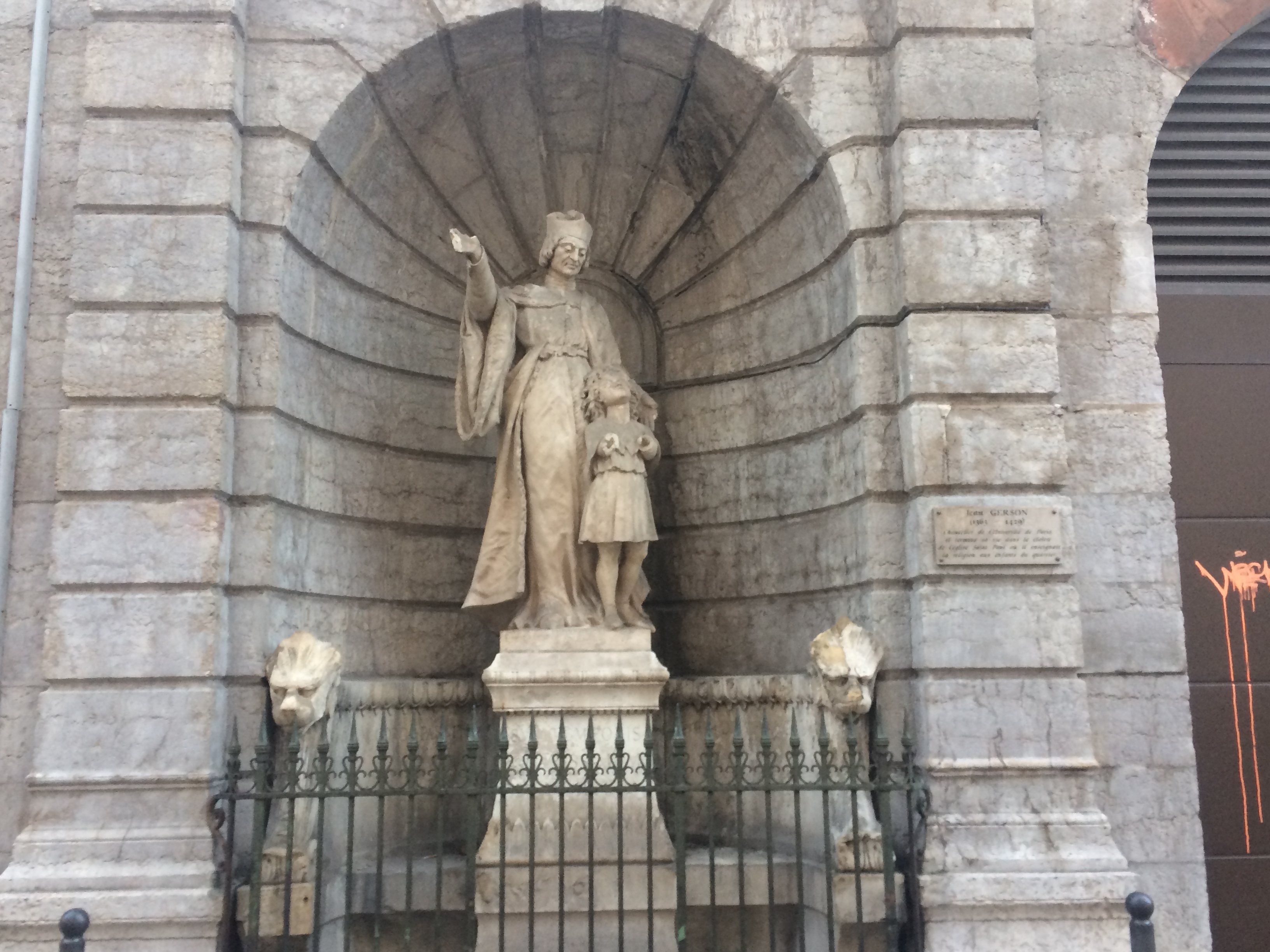
Monument au chancelier Gerson (1880), Lyon, place Gerson.

Ce groupe de pierre est inauguré le 2 mars 1880 sur la place Gerson en face de l'église Saint-Paul de Lyon. Érigé en l'honneur de Jean Gerson, grand théologien et prédicateur, il représente le théologien, fils d'un cultivateur du village de Gerson et un enfant. Jean prend le patronyme du village de ses aïeux. Ses études au collège de Navarre l'amènent jusqu'au titre de docteur en 1392 puis il devient chancelier de l'université de Paris en 1395, doyen du chapitre de Bourges par nomination du duc de Bourgogne.Il veut mettre fin au grand schisme d'Occident. On lui doit outre la volonté de voir la démission de deux papes, la réunion du concile de Constance en 1414 : la fin du schisme est proclamée, l'unité au sein de l'Église est restaurée. Il termine sa vie loin de Rome. Écarté pour des raisons politiques, il se replie à Lyon et se plonge jusqu'à sa mort dans l'écriture et l'étude.  
Tous ces évènements inspirent Charles-François Bailly dans la réalisation de ce monument en ronde-bosse où il donne à Jean Gerson la posture du prédicateur instruisant un enfant. Le drapé du théologien est rendu avec précision, les visages et la chevelure de l'enfant sont finement travaillés.  
Plusieurs inscriptions sont visibles. Sur la terrasse à l'avant sont gravées la signature et la date : « Ch Bailly 1880 » ; sur l'avant du piédestal : « SUI TEMPORIS CLARISSIUM LUMEN BENED XIVPM » ; sur le dossier du banc : « SURSUM CORDA PAETITUMNI ET CREDIT EVANGELIO ». 
En 2004, il manquait les bras de l'enfant, en 2017 il manquait deux doigts à la statue de Jean Gerson.

### LeBuste de Joseph Marie Jacquard

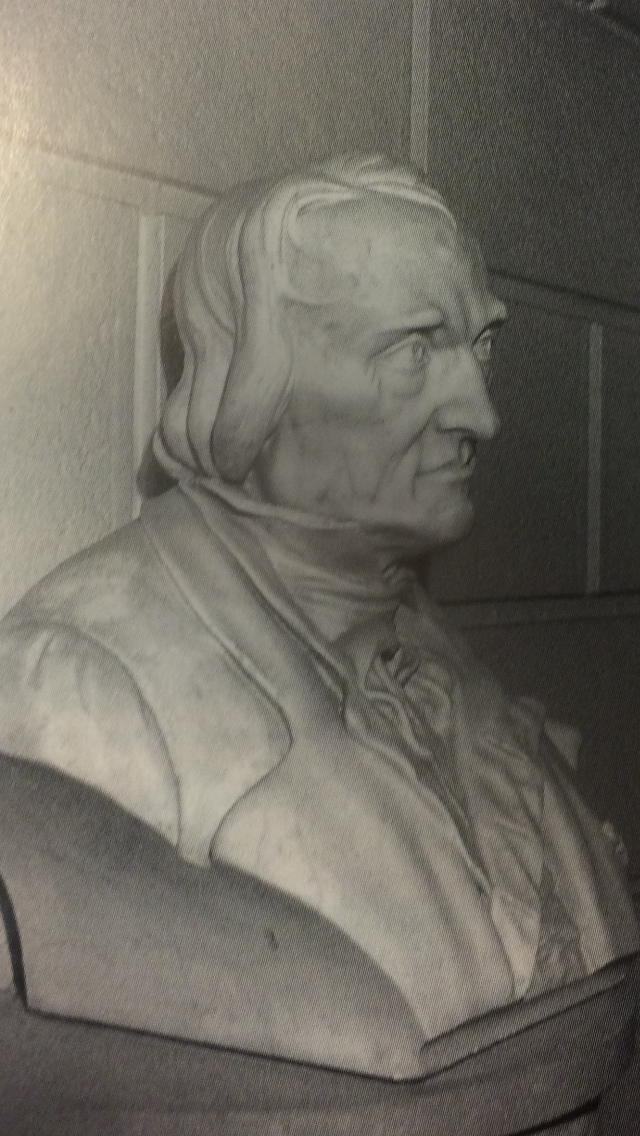
Buste de Joseph Marie Jacquard (1891), Lyon, mairie du 4e arrondissement.

Les réalisations en l'honneur de Joseph Marie Jacquard sont des commandes à l'instar de la ville de Lyon en 1891 pour doter ses mairies avec des bustes de Lyonnais célèbres. Ainsi commande-t-elle celui d'Antoine Michel Perrache réalisé par Pierre Devaux pour la mairie du 2e arrondissement, celui de Pierre Dupont par Mathelin pour le 4e arrondissement, et enfin le buste de Joseph Marie Jacquard pour le 1er arrondissement par Charles-François Bailly. On fait appel à ce dernier puisqu'ayant déjà réalisé le buste pour la nouvelle préfecture, il lui suffit de tailler le marbre d'après le plâtre existant. 
« Ce buste sera […] exécuté en marbre blanc  de Carrare dit marbre statuaire et aura cinquante-huit centimètres de hauteur. Le modèle du buste en marbre que j'ai exécuté pour l'État sera produit par moi en tous points. ». Le sculpteur s'adresse au maire du 1er arrondissement en ces termes. L'exécution du buste est acceptée par décret d'approbation à Fontainebleau le 25 septembre 1891. Dufraine, professeur de l'école des Beaux-Arts, est chargé d'examiner ce marbre à la demande de la municipalité. « Le buste est bien fait mais j'ai fait observer à l'artiste que le socle était trop bas ». Le buste est achevé en trois mois, 26 décembre 1891. En 1899, l'œuvre reste en caisse durant deux ans contre le mur nord de la mairie. Le buste de Jacquard est visible à la mairie du 1er arrondissement, et la statue a été installée place Sathonay, avant d'être installée à la mairie du 4e arrondissement
Cette sculpture de Jacquard, sans doute l'une des œuvres les plus connues de l'artiste, doit son succès à sa figure. L'inventeur est mis à l'honneur lors de l'Exposition universelle, internationale et coloniale de Lyon de 1894, organisée au parc de la Tête d'or. Jacquard est le seul Lyonnais à avoir une place notable dans cette exposition, dans un bâtiment nommé « Diorama Jacquard », où quatre scène de la vie de Jacquard sont visibles, dont la dernière où Monsieur Carnot rend visite à l'ingénieur. 

### Monument à Georges Simonet
Il réalise le Monument à Georges Simonet inauguré le 8 juillet 1893 sur la place située devant le théâtre municipal à Tarare. Envoyé à la fonte le 24 avril 1942 sous le régime de Vichy, ce monument était dédié à celui qui avait développé l'industrie de la mousseline à Tarare, faisant pendant un temps de cette ville la deuxième la plus importante du département. Le monument est remplacé en 1990 par une nouvelle statue, une œuvre de Serge Castor inaugurée le 15 juin,.

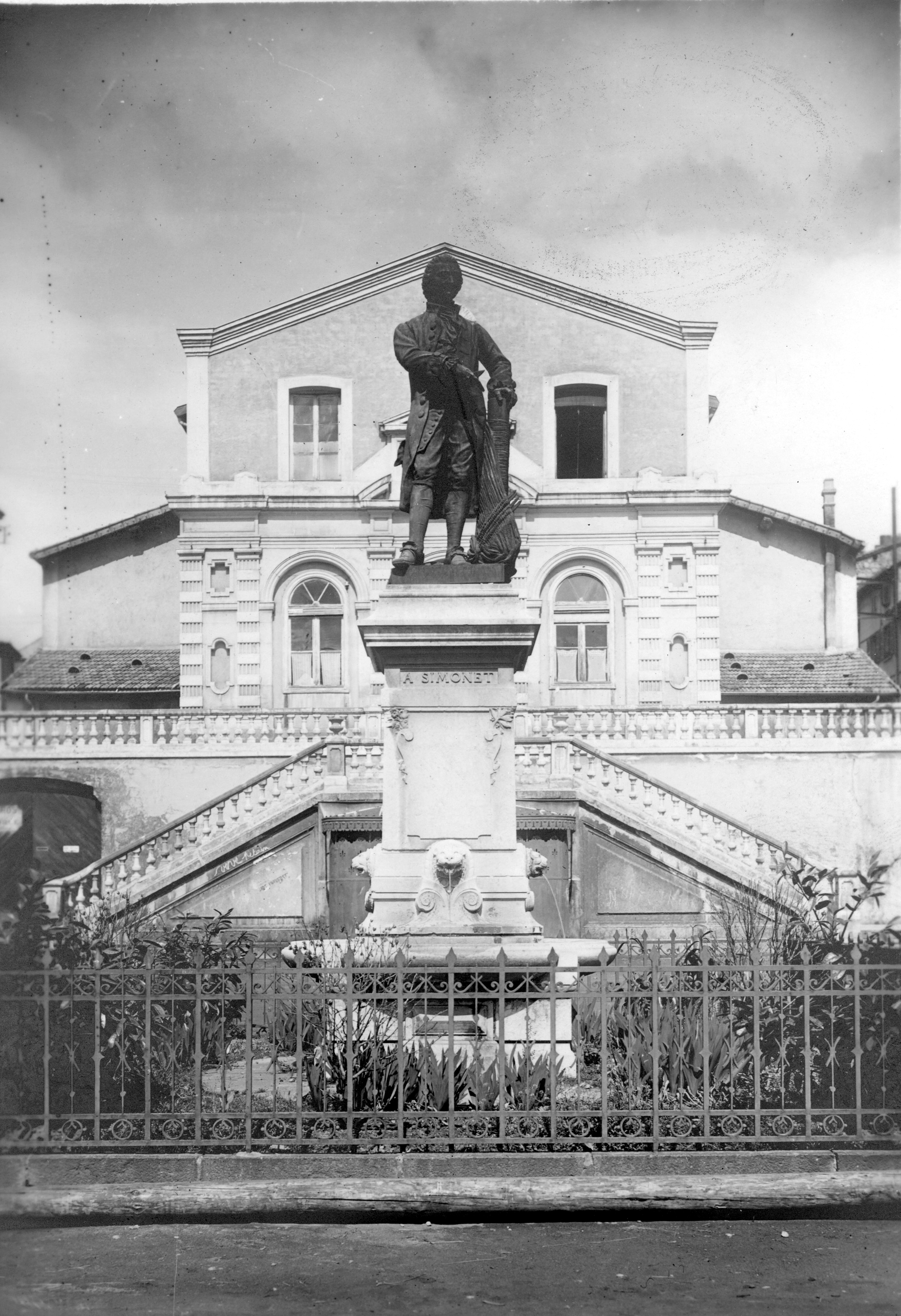
Monument à Georges Simonet (1893), place Denave à Tarare.
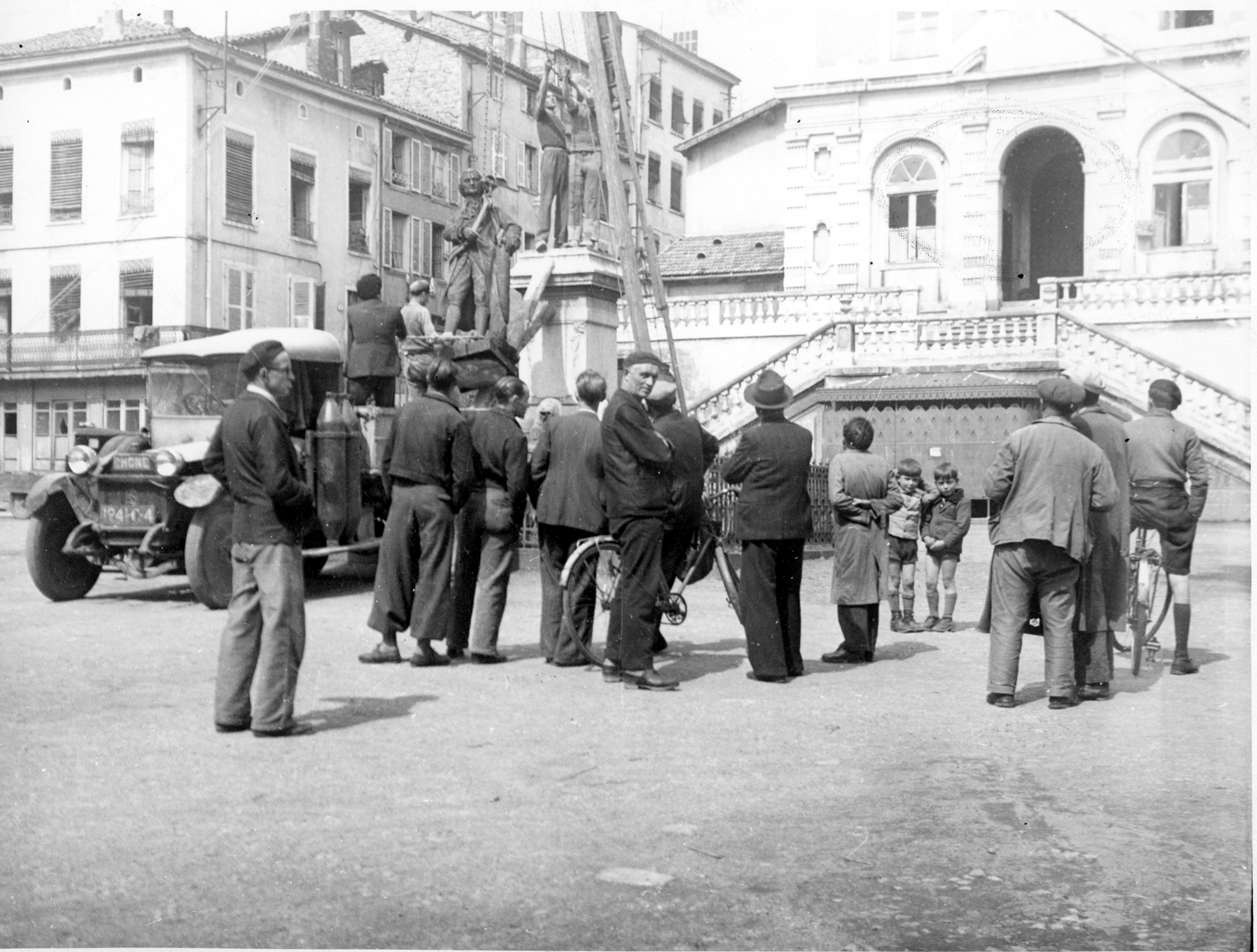
Enlèvement de la statue de Georges Simonet sous le régime de Vichy, place Denave à Tarare[15].

### LeMonument au général Duphot
Ce monument est une statue en marbre de 2,63 m érigée dans le jardin de la préfecture de Lyon. Le modèle est Léonard Duphot (né à Lyon en 1770 et mort à Rome en 1797), général de la Révolution, sous-officier avant la République. Cet adjudant général se démarque dans les campagnes italiennes de 1796 et 1797. Il organise l'armée sous la République, et accompagne l'ambassadeur Joseph Bonaparte à Rome. Il trouve la mort assassiné par des soldats du pape. Cette commande de l'État est passée en 1892. Le modèle du monument est exposé au Salon la même année, et le monument est inauguré dans les jardins de la préfecture lyonnaise en 1897. Le plâtre original appartient à l'État, il est déposé à Paris à l'hôtel des Invalides en 1947. Charles-François Bailly reçoit 3 000 francs pour cette commande le 7 septembre 1891.

### Œuvres non localisées
- Saint-Vincent de Paul, 1874, statuette en plâtre.
- Buste de feu M.J-B Martin de Tarare, 1875, plâtre.
- Ange décoratif, 1875.
- Saint-Vincent de Paul, 1875.
- Portrait de feu Mangini père, 1881, buste réalisé d'après photographie.
- Ampère, 1881 ou 1882, statuette en terre cuite.
- Jeune rieuse, plâtre.
- Alsace-Lorraine, 1886, terre cuite.
- Saltimbanque, 1887, plâtre. Un unique bronze coulé pour cette œuvre en 1888.
- Soliman Pacha, 1888, terre cuite, réduction d'un buste commandé par la ville de Lyon. La version en plâtre a été conservée au musée de Lyon.
- Monument Forest, cimetière de Tarare.